# Boigny-sur-Bionne
Boigny-sur-Bionne – miejscowość i gmina we Francji, w Regionie Centralnym, w departamencie Loiret.

## Historia
Miejsce koronacji królów Francji do czasów Ludwika VII Młodego.
W 1154 roku Ludwik VII Młody, król Francji zapisał Rycerskiemu i Szpitalnemu Zakonowi Świętego Łazarza z Jerozolimy bogate posiadłości Boigny. Zamek ten wraz z otaczającą go baronią stał się później główną siedzibą rycerzy Świętego Łazarza. W 1154 roku komandor Boigny, Itier otrzymał od papieża Hadriana IV tytuł wielkiego mistrza Zakonu Świętego Łazarza z Jerozolimy z tej i tamtej strony morza.
Zamek i posiadłości zostały zniszczone w trakcie wojny stuletniej, odbudowane przez rycerzy św. Łazarza. Miejscowość swoją świetność przeżywała w XVII i XVIII. W czasie rewolucji francuskiej majątek zakonu został upaństwowiony, zakonnicy, którzy nie zdążyli uciec zostali wymordowani, a majątek zrujnowany przez oddziały rewolucyjne.

## Demografia
Według danych na rok 2020 gminę zamieszkiwało 2079 osób, a gęstość zaludnienia wynosiła 280 osób/km² (wśród 1842 gmin Regionu Centralnego Boigny-sur-Bionne plasuje się na 248. miejscu pod względem liczby ludności, natomiast pod względem powierzchni na miejscu 1259.).
| Zmiany demograficzne | 1962 | 1968 | 1975 | 1982 | 1990 | 1999 |
| 238                  | 276  | 1596 | 1516 | 1619 | 1890 |      |